# Culex boninensis
Culex boninensis är en tvåvingeart som beskrevs av Richard Mitchell Bohart 1956. Culex boninensis ingår i släktet Culex och familjen stickmyggor. Inga underarter finns listade i Catalogue of Life.